# Ageniaspis scutellatus
Ageniaspis scutellatus is een vliesvleugelig insect uit de familie Encyrtidae. De wetenschappelijke naam is voor het eerst geldig gepubliceerd in 1961 door Miller.